# Maculoncus parvipalpus
Espèce
Maculoncus parvipalpus est une espèce d'araignées aranéomorphes de la famille des Linyphiidae.

## Distribution
Cette espèce se rencontre en Grèce et en Israël.

## Publication originale
- Wunderlich, 1995 : Zur Taxonomie europäischer Gattungen der Zwergspinnen (Arachnida: Araneae: Linyphiidae: Erigoninae). Beiträge zur Araneologie, vol. 4, p. 643-654.